# Mannia indica
Mannia indica là một loài rêu trong họ Aytoniaceae. Loài này được Kachroo mô tả khoa học đầu tiên năm 1958. Danh pháp khoa học của loài này chưa được làm sáng tỏ. 